# Heliconius fumigata
Heliconius fumigata är en fjärilsart som beskrevs av Jose Francisco Zikán 1937. Heliconius fumigata ingår i släktet Heliconius och familjen praktfjärilar. Inga underarter finns listade i Catalogue of Life.